# Béla Ernyey

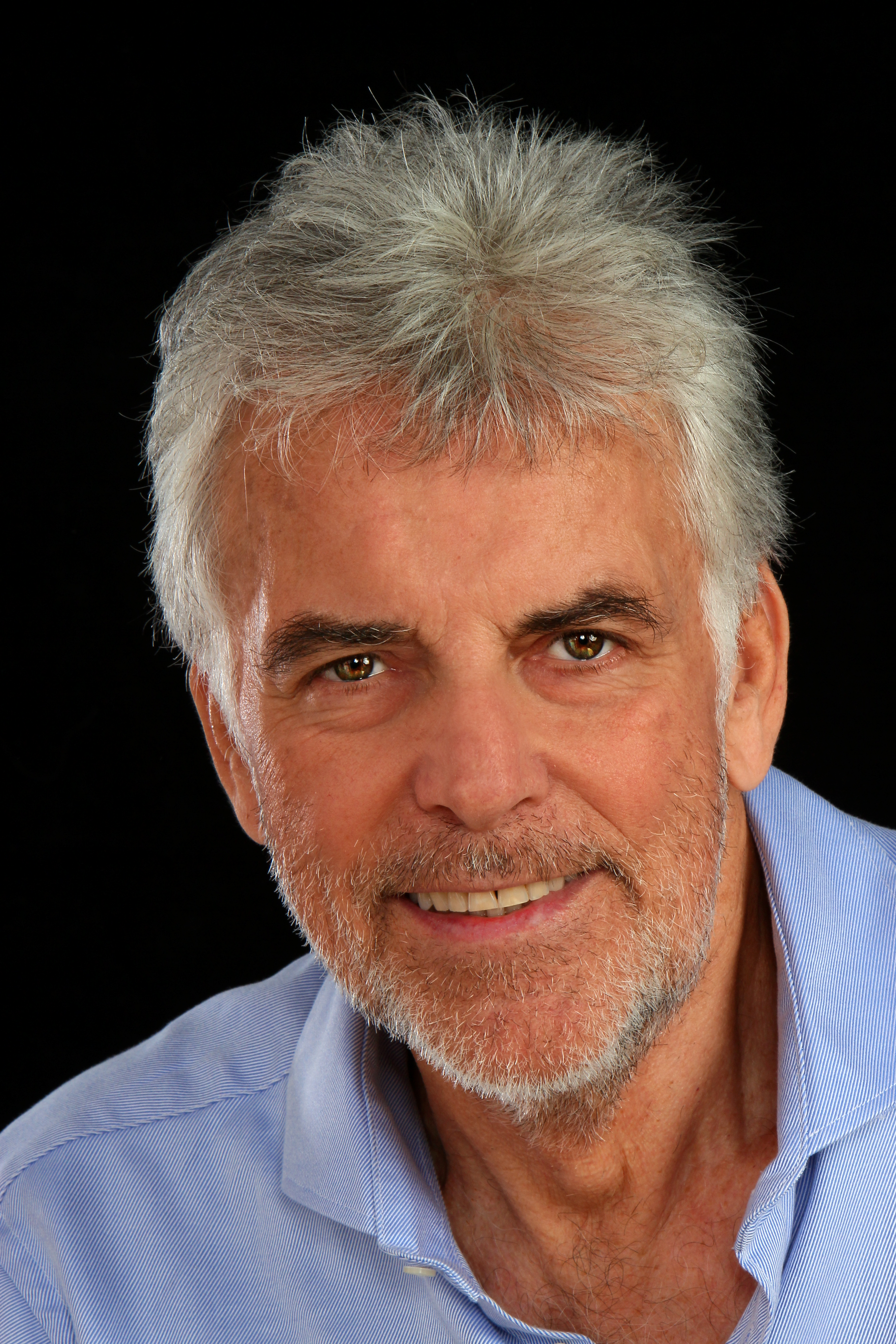
Béla Ernyey

Béla Ernyey (* 10. Juni 1942 in Budapest; im deutschsprachigen Raum auch bekannt als Béla Erny) ist ein ungarischer Schauspieler und Sänger mit österreichischem Pass.

## Leben
Ernyey wurde nach dem Abitur am Toldy-Gymnasium an der Hochschule für Theater- und Filmkunst in Budapest ausgebildet. Anschließend spielte er neun Jahre klassische und moderne Rollen und Musicals am Budapester VIG-Theater. Im Alter von 24 Jahren verkörperte er die Titelrolle in der 13-teiligen Fernsehserie Princ, a katona (Prinz, der Soldat) für MTV Ungarn (1966–67), mit der er über Nacht einem breiten Publikum in Ungarn bekannt wurde. Von 1973 bis 1976 war er am Theater an der Wien tätig und von 1978 bis 1990 am Gärtnerplatztheater in München. Darüber hinaus war Ernyey in zahlreichen Fernsehserien, -filmen und -shows in Ungarn, Österreich und Deutschland zu sehen. 1986 spielte er in dem international produzierten TV-Film Der Beau (Az aranyifjú) die Hauptrolle und war zum ersten Mal auch als Koproduzent tätig. 1989 veröffentlichte er sein erstes Buch, die Autobiografie Träume sind gefährlich, die sowohl in Ungarn als auch in Deutschland verlegt wurde. Es folgten einige weitere Bücher – unter ihnen drei Romane und ein Kochbuch –, die alle bei ungarischen Verlagen erschienen sind. Ernyey ist seit 2005 verstärkt in Ungarn tätig, wo er in Realitys und Kochsendungen zu sehen ist, aber auch als Schauspieler bei den Sendern RTL Klub und TV2. Mit dem staatlichen MTV Ungarn steht er seit 1965 in Verbindung, unter anderem produzierte er die Talkshow Damenwahl (2002–2005), deren Gastgeber er selber war.
Ernyey war mit der Schauspielerin und Sängerin Heidi Brühl liiert. Gegenwärtig ist er mit der ungarischen Juristin Dóra Balaton zusammen, die er auch geheiratet hat.

## Auszeichnungen (Auswahl)
Ernyey wurde 1976 mit dem Stern des Jahres, einem deutschen Preis für den besten Musical-Schauspieler, ausgezeichnet. Des Weiteren bekam er in Ungarn den Preis „Populärster junger Schauspieler“, den Publikumspreis Der ideale Mann und 1996 den ungarischen Filmpreis Goldener Schmetterling für sein filmisches Lebenswerk verliehen. 2015 wurde Ernyey zum ordentlichen Ehrenmitglied der Europäischen Kulturwerkstatt ernannt.

## Filmografie (Auswahl)
- 1965: Der Kongreß amüsiert sich
- 1966–1967: Princ, a katona (Fernsehserie, 13 Episoden)
- 1968: Frau Wirtin hat auch einen Grafen
- 1973: Mein Onkel Benjamin
- 1975: Meine Schwester und ich
- 1976: Rosemaries Tochter
- 1978: Schöner Gigolo, armer Gigolo
- 1981: Familie Wirbelwind (A szeleburdi család)
- 1985: Marie Ward – Zwischen Galgen und Glorie
- 1986: Irgendwie und Sowieso (Fernsehserie, zwei Episoden)
- 1986: Der Beau (Az aranyifjú)
- 1987: Das Traumschiff – Mexiko
- 1989: Roda Roda (Folge 12)
- 1991: Tatort – Animals
- 1993: Freunde fürs Leben (Fernsehserie, sechs Episoden)
- 1994: Ihre Exzellenz, die Botschafterin (Fernsehserie, sechs Episoden)
- 1995–1996: Jede Menge Leben (Fernsehserie)
- 1997: Rosamunde Pilcher: Die zweite Chance
- 1999: Ein Herz wird wieder jung
- 2000: Unser Charly (Fernsehserie, vier Episoden)
- 2001: Polizeiruf 110 – Seestück mit Mädchen
- 2005: SOKO Wien – Planspiele
- 2022: Keresztanyu (Fernsehserie)

## Diskografie

### Singles
- 1976: Wenn du träumst
- 1977: Aber Bela (LP Phonogram Hamburg)
- 1979: Wenn man noch reden kann
- 1979: Eine total verrückte Nacht

### Alben
- 1975: Musical-Erfolge Von Seinerzeit (Theater an der Wien, Lied Nr. 17 : Pippin Frei muß ich sein!)

## Bibliografie
- Träume sind gefährlich. F.A. Herbig Verlagsbuchhandlung GmbH. München, 1989. ISBN 3-77661-503-6 (erschienen 1987 unter dem Titel Az álmok veszélyes dolgok im Iris Verlag, Budapest)
- Hölgyválaszaim. Bestline Verlag. Budapest, 2002. ISBN 963-528-602-3
- Curva pericosola. Magyar Könyvklub. 2003. ISBN 963-547-986-7
- Sznobbarométer: praktikus kézikönyv feltörekvők számára. Magyar Könyvklub. 2004. ISBN 963-549-133-6
- Tapadós tangó. Athenaeum Verlag. Budapest, 2006. ISBN 963-9615-45-5
- A P@si. I.A.T Verlag. 2008. ISBN 978-963-9885-02-8
- Ünnepek és hétköznapok. Boook Verlag. Budapest, 2011. ISBN 978-963-8894-25-0 (zusammen mit Dóra Balaton)